# Tomáš Kaberle

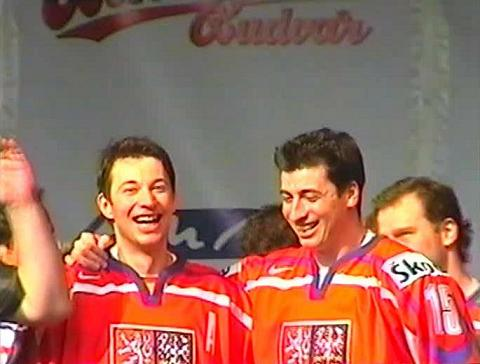
Tomáš Kaberle (vpravo) s bratrem Františkem (2005)

Tomáš Kaberle (* 2. března 1978 Rakovník) je bývalý český hokejový obránce a mistr světa 2005. Pochází z hokejové rodiny, lední hokej hráli jak jeho starší bratr František (pětinásobný mistr světa) tak i jejich otec, rovněž František (dvojnásobný mistr světa). V roce 2023 byl uveden do Síně slávy českého hokeje.

## Hráčská kariéra
Do NHL byl vybrán týmem Toronto Maple Leafs v roce 1996 v 8. kole jako celkově 204. hráč ze vstupního draftu. V sezóně 2005/2006 tvořil obrannou dvojici s Bryanem McCabe. Během výluky NHL strávil celou sezónu v týmu HC Rabat Kladno. V roce 2011 byl z Toronta vyměněn do klubu Boston Bruins. Následně vystřídal kluby Carolina Hurricanes a Montreal Canadiens. V letech 2013–2015 hrál za Kladno a po skončení ročníku 2014/2015 přestoupil do brněnské Komety. Zde zůstal jednu sezónu a po ní ukončil v roce 2016 svoji sportovní kariéru.
V listopadu 2023 byl uveden do Síně slávy kladenského hokeje.

## Ocenění a úspěchy
- 2005 ČHL – Nejlepší nahrávač jako obránce
- 2005 ČHL – Nejproduktivnější obránce
- 2005 ČHL/SHL – Utkání hvězd české a slovenské extraligy
- 2005 ČHL – Nejlepší obránce
- 2005 ČHL – Hokejista sezóny
- 2008 MS – All-Star Tým
- 2008 MS – Nejlepší obránce
- 2008 MS – Nejlepší nahrávač jako obránce
- 2002, 2007, 2008, 2009  NHL – All-Star Game
- 2023 Uveden do Síně slávy českého hokeje.
- 2023 Uveden do Síně slávy kladenského hokeje.

## Prvenství
- Debut v NHL – 10. října 1998 (Toronto Maple Leafs proti Detroit Red Wings)
- První asistence v NHL – 13. října 1998 (Edmonton Oilers proti Toronto Maple Leafs)
- První gól v NHL – 23. října 1998 (Detroit Red Wings proti Toronto Maple Leafs, kanadskému brankáři Kevin Hodson)

## Klubová statistika
| Sezóna       | Klub                   | Soutěž       |     | Základní část | Základní část | Základní část | Základní část | Základní část |   | Play off | Play off | Play off | Play off | Play off |
| Sezóna       | Klub                   | Soutěž       | Z   | G             | A             | B             | TM            | Z             | G | A        | B        | TM       |          |          |
| 1994–95      | Poldi SONP Kladno      | ČHL          | 4   | 0             | 1             | 1             | 0             | —             | — | —        | —        | —        |          |          |
| 1995–96      | HC Poldi Kladno        | ČHL          | 23  | 0             | 1             | 1             | 2             | 2             | 0 | 0        | 0        | 0        |          |          |
| 1996–97      | HC Poldi Kladno        | ČHL          | 49  | 0             | 5             | 5             | 26            | 3             | 0 | 0        | 0        | 2        |          |          |
| 1997–98      | HC Velvana Kladno      | ČHL          | 47  | 4             | 19            | 23            | 12            | —             | — | —        | —        | —        |          |          |
| 1997–98      | St. John's Maple Leafs | AHL          | 2   | 0             | 0             | 0             | 0             | —             | — | —        | —        | —        |          |          |
| 1998–99      | Toronto Maple Leafs    | NHL          | 57  | 4             | 18            | 22            | 12            | 14            | 0 | 3        | 3        | 2        |          |          |
| 1999–00      | Toronto Maple Leafs    | NHL          | 82  | 7             | 33            | 40            | 24            | 12            | 1 | 4        | 5        | 0        |          |          |
| 2000–01      | Toronto Maple Leafs    | NHL          | 82  | 6             | 39            | 45            | 24            | 11            | 1 | 3        | 4        | 0        |          |          |
| 2001–02      | HC Vagnerplast Kladno  | ČHL          | 9   | 1             | 7             | 8             | 4             | —             | — | —        | —        | —        |          |          |
| 2001–02      | Toronto Maple Leafs    | NHL          | 69  | 10            | 29            | 39            | 2             | 20            | 2 | 8        | 10       | 16       |          |          |
| 2002–03      | Toronto Maple Leafs    | NHL          | 82  | 11            | 36            | 47            | 30            | 7             | 2 | 1        | 3        | 0        |          |          |
| 2003–04      | Toronto Maple Leafs    | NHL          | 71  | 3             | 28            | 31            | 18            | 13            | 0 | 3        | 3        | 6        |          |          |
| 2004–05      | HC Rabat Kladno        | ČHL          | 49  | 8             | 31            | 39            | 38            | 7             | 1 | 0        | 1        | 0        |          |          |
| 2005–06      | Toronto Maple Leafs    | NHL          | 82  | 9             | 58            | 67            | 46            | —             | — | —        | —        | —        |          |          |
| 2006–07      | Toronto Maple Leafs    | NHL          | 74  | 11            | 47            | 58            | 20            | —             | — | —        | —        | —        |          |          |
| 2007–08      | Toronto Maple Leafs    | NHL          | 82  | 8             | 45            | 53            | 22            | —             | — | —        | —        | —        |          |          |
| 2008–09      | Toronto Maple Leafs    | NHL          | 57  | 4             | 27            | 31            | 8             | —             | — | —        | —        | —        |          |          |
| 2009–10      | Toronto Maple Leafs    | NHL          | 82  | 7             | 42            | 49            | 24            | —             | — | —        | —        | —        |          |          |
| 2010–11      | Toronto Maple Leafs    | NHL          | 58  | 3             | 35            | 38            | 16            | —             | — | —        | —        | —        |          |          |
| 2010–11      | Boston Bruins          | NHL          | 24  | 1             | 8             | 9             | 2             | 25            | 0 | 11       | 11       | 4        |          |          |
| 2011–12      | Carolina Hurricanes    | NHL          | 29  | 0             | 9             | 9             | 2             | —             | — | —        | —        | —        |          |          |
| 2011–12      | Montreal Canadiens     | NHL          | 43  | 3             | 19            | 22            | 10            | —             | — | —        | —        | —        |          |          |
| 2012–13      | Rytíři Kladno          | ČHL          | 10  | 2             | 4             | 6             | 2             | —             | — | —        | —        | —        |          |          |
| 2012–13      | Montreal Canadiens     | NHL          | 10  | 0             | 3             | 3             | 0             | —             | — | —        | —        | —        |          |          |
| 2013–14      | Rytíři Kladno          | ČHL          | 48  | 4             | 20            | 24            | 26            | —             | — | —        | —        | —        |          |          |
| 2014–15      | Hartford Wolf Pack     | AHL          | 2   | 0             | 2             | 2             | 0             | —             | — | —        | —        | —        |          |          |
| 2015–16      | HC Kometa Brno         | ČHL          | 51  | 3             | 17            | 20            | 24            | 4             | 0 | 0        | 0        | 2        |          |          |
| Celkem v NHL | Celkem v NHL           | Celkem v NHL | 984 | 87            | 476           | 563           | 260           | 102           | 6 | 33       | 39       | 28       |          |          |

## Reprezentace
Premiéra v reprezentaci: 6. září 2001 Česko – Rusko (Zlín)
| Rok                    | Tým                    | Soutěž                 | Z  | G | A  | B  | TM |
| ---------------------- | ---------------------- | ---------------------- | -- | - | -- | -- | -- |
| 1995                   | Česko 18               | ME-18                  | 5  | 0 | 5  | 5  | 0  |
| 1996                   | Česko 18               | ME-18                  | 5  | 2 | 2  | 4  | 4  |
| 1998                   | Česko 20               | MSJ                    | 7  | 1 | 1  | 2  | 2  |
| 2002                   | Česko                  | OH                     | 4  | 0 | 1  | 1  | 2  |
| 2003                   | Česko                  | MS                     | 7  | 0 | 7  | 7  | 2  |
| 2004                   | Česko                  | SP                     | 4  | 0 | 1  | 1  | 0  |
| 2004–05                | Česko                  | EHT                    | 6  | 0 | 2  | 2  | 0  |
| 2005                   | Česko                  | MS                     | 9  | 1 | 3  | 4  | 4  |
| 2006                   | Česko                  | OH                     | 8  | 2 | 2  | 4  | 2  |
| 2006                   | Česko                  | MS                     | 9  | 1 | 5  | 6  | 31 |
| 2008                   | Česko                  | MS                     | 7  | 1 | 9  | 10 | 0  |
| 2010                   | Česko                  | OH                     | 5  | 1 | 2  | 3  | 0  |
| 2013–14                | Česko                  | EHT                    | 4  | 0 | 1  | 1  | 0  |
| 2014                   | Česko                  | OH                     | 5  | 0 | 3  | 3  | 0  |
| Juniorská reprezentace | Juniorská reprezentace | Juniorská reprezentace | 17 | 3 | 8  | 11 | 6  |
| Seniorská reprezentace | Seniorská reprezentace | Seniorská reprezentace | 68 | 6 | 36 | 42 | 41 |